# Ara portàtil de Sant Pere de Rodes
L'Ara portàtil de Sant Pere de Rodes és un exemplar únic d'ara portàtil alt-medieval a Catalunya, tot i que documentalment hi ha constància d'altres ares portàtils en els mobiliaris litúrgics de les esglésies medievals. Forma part de la col·lecció permanent del Museu d'Art de Girona.

## Descripció
L'ara portàtil del monestir de Sant Pere de Rodes forma part indestriable d'un grup de peces medievals que es van trobar conjuntament, i que actualment s'exposen a la sala 1 del Museu d'Art de Girona: una arqueta hispanoàrab, una estauroteca i una crismera. Aquest estri litúrgic obeeix a la necessitat de desplaçar-se dels bisbes i abats o religiosos notables, en relació amb els pelegrinatges medievals. Només podien utilitzar-les els grans prelats durant els seus viatges per poder celebrar missa en plena campanya, mentre feien camí o en altars remots on no era segur que hi hagués relíquies.
Té l'ànima de fusta i pissarra, recoberta d'una fulla de plata repussada, que a la part superior té representats, al mig de cadascun dels costats, quatre personatges dempeus amb un nimbe crucífer, Crist, i a cadascun dels angles un àngel també dempeus, amb els braços davant del pit i les ales obertes. Una inscripció amb majúscules, també repussada, que omple els espais lliures entre figures diu: VIRTUS TONANTIS EXAVDIT PIE ORANTEM MERITA SCOV (sanctorum) POSSUNT ADJUVARI ORANTEM, és a dir: «la Virtut del Déu Tonant escolta el pietós orant. Els mèrits dels sants poden ajudar el qui prega». Al seu revers hi ha, tot al voltant, una orla exterior de fullatge caragolat, i al centre un medalló del qual surten sis branques amb fullatge que fan d'orla a una figura que duu un llibre: al seu costat una inscripció «Jossue i Elimburga em varen manar fer».

## Orígens
Uns cercadors de tresors de la Selva de Mar la varen trobar l'any 1810 a sota de l'altar major de l'església del monestir de Sant Pere de Rodes, aleshores ja sense activitat monàstica. Dins l'arqueta que varen trobar, embolcallades amb un vel, hi havia les peces d'orfebreria esmentades, entre d'altres, i també dos pergamins amb indicadors de les relíquies que contenien. Aquest tresor es va quedar a la Selva de Mar, en una casa particular, i a partir de 1850 a l'església parroquial del mateix municipi. Després del 1936 aquest tresor, excepte les lipsanoteques i pergamins (que sembla que s'han extraviat), fou portat a la ciutat de Girona i va passar a formar part del fons del Museu Diocesà, embrió de l'actual Museu d'Art de Girona.

## Llegenda
Des del segle xvii corre una llegenda entorn les restes de Sant Pere Apòstol i el tresor de Sant Pere de Rodes. Segons un article de Los Sitios (maig 1979) les restes d'aquest Sant dipositades al monestir són dipòsit del papa Bonifaci IV, el qual va treure les relíquies de Sant Pere del Vaticà, quan aquest estava amenaçat pels exèrcits de Focas, l'any 610. Això coincideix amb l'afirmació de Ramon Ramonet Rius (desembre 1978), que diu que van ser portades a Catalunya des de Roma per la seva seguretat, i que per aquesta raó no hi ha notícies de la seva existència durant el temps de màxima esplendor del monestir. La hipòtesi que les restes de Rodes siguin les de l'apòstol es recolza també en la possibilitat que Sant Pere hagués viatjat a Catalunya en el seu primer viatge, fet que recull, des de la seva 11a edició el 1910, l'Enciclopèdia Britànica. Contradient aquestes dues opinions, les excavacions realitzades a la basílica vaticana i dirigides pel pare Kirsbaum i Margherita Guarducci afirmen haver trobat les autèntiques restes de l'apòstol Pere, tal com assenyala un article de La Vanguardia del 23 de maig de 1979, encara que l'article Los restos de San Pedro indica que aquesta investigació va donar resultats negatius, per la qual cosa no es pot afirmar res amb rotunditat sobre l'autenticitat de les restes.